# Umar Mustafa al-Muntasir
Umar Mustafa al-Muntasir, arab. ‏عمر مصطفى المنتصر‎ (ur. 1939, zm. 23 stycznia 2001), polityk libijski, od 2 marca 1987 do 7 października 1990 sekretarz Generalnego Komitetu Ludowego – premier Libii.
W latach 1992–2000 minister spraw zagranicznych Libii.